# Karačajevci
Karačajevci (karačajsko-balkarski: къарачайлыла, таулула) turkijski su narod koji pretežito živi u ruskoj republici Karačajevo-Čerkeziji. Suniti su. Govore karačajsko-balkarskim jezikom.